# Freeman - L'agente di Harlem
Freeman - L'agente di Harlem (The Spook Who Sat by the Door) è un film del 1973 diretto da Ivan Dixon.
È un film d'azione a sfondo drammatico e poliziesco statunitense con Lawrence Cook, Janet League, Paula Kelly e J.A. Preston. È basato sul romanzo del 1969 Il negro seduto accanto alla porta ( The Spook Who Sat by the Door) di Sam Greenlee. Il film è stato scelto per essere conservato nel National Film Registry degli Stati Uniti.

## Trama
Il racconto si svolge all'inizio degli anni '70 a Chicago. Un senatore bianco degli Stati Uniti che sta cercando di essere rieletto viene informato che il suo discorso sulla legge e l'ordine ha portato a un calo di popolarità tra i suoi elettori afroamericani.
Per riconquistare il loro sostegno, la moglie gli suggerisce, come trovata pubblicitaria, di sottolineare la mancanza di agenti afroamericani nella CIA. Di fronte a questa pressione politica, la CIA recluta agenti afroamericani per il suo addestramento, ma in segreto adotta diverse misure per assicurare che nessuno sia in grado di portare a termine il processo.
Alla fine, solo uno dei candidati, Dan Freeman (Lawrence Cook), segretario nazionalista nero, finisce con successo il processo di addestramento. Freeman diventa il primissimo uomo di colore dell'agenzia e gli viene affidato un lavoro d'ufficio come capo delle sezioni del centro di riproduzione top secret (cioè addetto alle fotocopiatrici). Freeman viene chiamato fuori dal seminterrato del centro riproduzioni per fare delle visite ai senatori in visita, in modo che la CIA possa apparire diversificata.
Secondo la CIA, la sua funzione è quella di fornire la prova del presunto impegno dell'agenzia per l'integrazione e il progresso. Per Freeman, dopo aver completato l'addestramento alle tecniche di guerriglia, alle armi, alle comunicazioni e alla sovversione della CIA, il tempo necessario per evitare di destare sospetti sulle sue motivazioni è sufficiente per rassegnare le dimissioni dalla CIA e tornare a lavorare nei servizi sociali di Chicago.
Al suo ritorno, Freeman inizia subito a reclutare giovani afroamericani che vivono nei quartieri poveri di Chicago per farli diventare "Combattenti per la libertà", insegnando loro tutte le tattiche che aveva imparato dalla CIA. Costoro diventano un collettivo di guerriglieri, di cui Freeman è il leader segreto. L'obiettivo dei " Combattenti per la libertà" è quello di permettere ai neri di vivere veramente in libertà negli Stati Uniti, partecipando ad azioni violente e non violente in tutta Chicago.
I Combattenti per la Libertà di Chicago iniziavano a diffondere la voce delle rispettive tattiche di guerriglia in tutti gli Stati Uniti; così dice Freeman: " Adesso abbiamo una colonia, quello che vogliamo è una nuova nazione". Mentre la rivolta e la guerra di liberazione procedono nel quartiere di Chicago, le forze di polizia e la Guardia Nazionale cercano disperatamente di fermare i "combattenti per la libertà".
In questo film si discute la militanza dei neri nel movimento e le reazioni di violenza da parte dei bianchi americani in conseguenza dei progressi del Movimento per i diritti civili.

## Produzione
Il film, diretto da Ivan Dixon su una sceneggiatura di Sam Greenlee e Melvin Clay e un soggetto dello stesso Greenlee (autore del romanzo), fu prodotto da Dixon e da Greenlee per la Bokari e girato a Chicago, in Illinois, e a Gary, in Indiana.

## Distribuzione
Il film fu distribuito con il titolo The Spook Who Sat by the Door negli Stati Uniti nel settembre del 1973 al cinema dalla United Artists.
Altre distribuzioni:
- in Francia il 23 dicembre 1981 (Notre agent de Harlem)
- nel Regno Unito il 21 agosto 2006 (Edinburgh International Film Festival)
- in Italia (Freeman - L'agente di Harlem)
- nei Paesi Bassi (De zwarte CIA-agent)
- in Finlandia (Agentti iski takaisin/Harlemin armoton)

## Promozione
Le tagline sono:
- The controversial best selling novel now becomes a shocking screen reality.
- He turned the American dream... into a nightmare!
- Their first mistake was letting him in. Their biggest mistake was letting him out!